# Tugimaantee 26
De Tugimaantee 26 is een secundaire weg in Estland. De weg loopt van Türi naar Arkma en is 21,2 kilometer lang. 